# Giovanni Rajberti
Giovanni Lodovico Ambrogio Rajberti (Milano, 18 aprile 1805 – Monza, 11 dicembre 1861) è stato un poeta e chirurgo italiano.
È noto anche con lo pseudonimo di medico-poeta, con il quale firmò le sue prime prove poetiche: L'arte poetica di Quinto Orazio Flacco esposta in dialetto milanese (1836); L'avarizia. Satira prima di Quinto Orazio Flacco esposta in dialetto milanese (1837); La prefazione delle mie opere future. Scherzo in prosa del medico poeta (1838); L'arte di ereditare di Quinto Orazio Flacco esposta in dialetto milanese (1839); Le strade ferrate. Sestine milanesi del medico poeta (1840); Il volgo e la medicina. Discorso popolare del medico poeta (1840); Amicizia e tolleranza. Satira di Quinto Orazio Flacco esposta in dialetto milanese (1841).

## Biografia
Giovanni Rajberti nasce a Milano il 18 aprile 1805, nella contrada dei Fiori Chiari: suo padre, Benedetto Rajberti, è discendente da una nobile famiglia decaduta di San Martino di Lantosca, presso Nizza. A seguito della decadenza della famiglia, quindi, Giovanni Rajberti è costretto a trasferirsi in Lombardia nel borgo di Cantù, al seguito di un bisavolo paterno, anch'esso medico condotto. In quella che doveva essere un’ampia autobiografia in diciassette capitoli e firmata con lo pseudonimo L’ignorante, ma rimasta incompiuta (arriva infatti fino al battesimo), Rajberti accenna brevemente alla decadenza della sua famiglia (ricorda che la sua nascita è «segnata da uno sproposito grande» e parla addirittura di «errore» per essere venuto al mondo), usando queste parole:
«La mia nascita fu segnata da uno sproposito grande: né vi è da meravigliarsene, perché di solito la vita non è che un misero tessuto di strafalcioni e di balordaggini appunto come lo è la maggior parte dei libri. L’errore adunque che io commisi nascendo fu quello di non venire al mondo in alcuno dei palazzi degli avi miei: ma in quattro modeste stanzette, delle quali mio padre pagava la pigione coi sudori della propria fronte».
Trasferitosi dunque a Milano con il bisavolo, Rajberti inizia a compiere i primi studi religiosi presso il seminario arcivescovile della città (ricorda, sempre nell'autobiografia, che «Giunto dunque all'età da mettere giudizio, mi mandarono in una nuova scuola per apprendere il latino. Io non sapeva una sillaba d’italiano: dunque bisognava imparare il latino. […]»), che lo portano a diventare chierico e a proseguire gli studi intrapresi nel seminario di Lecco. Il suo animo irrequieto e ribelle, però, mal si conciliava con l’austerità dettata dall'educazione religiosa: infatti, abbandonato l’abito ecclesiastico dopo otto anni, Rajberti inizia la carriera liceale (si suppone basata su studi classici) e si iscrive, una volta terminato il percorso liceale, alla Facoltà di Medicina e Chirurgia presso l’Università degli Studi di Pavia. Consegue la laurea, scritta in lingua latina, nell'aprile del 1830 sulle qualità medicinali della valeriana, dal titolo De valeriana officinali ejusque speciebus animadversio inauguralis. Agli anni universitari, inoltre, risalgono anche i primi lavori poetici di Rajberti: nello specifico, si tratta di due elegie intitolate rispettivamente Pensieri e La partenza, le quali rispecchiano il gusto tipicamente classico unito ad un sentimentalismo romantico, ma non emerge quella vena e quell'aspetto umoristico che lo contraddistingueranno in seguito come poeta. A titolo di esempio, si riportano i primi versi del testo poetico della Partenza:
Sì, sì fuggiamo ormai!.. Me la pietosa
terra natia, me attendono le care
paterne mura!.. Oh, sante mura! Come
dolce, all’esule afflitto, si presenta
la pura calma che vostr’ombra spira!
Qui sul mio capo soverchiar di troppo
le pene io sento, e quell’ingrata, sempre
sempre la miro, e una parola amica
 da quel labbro adorato non mi suona
 all’orecchio giammai, né giammai viene
 un sorriso gentile a confortarmi…
Quell’«ingrata», che molto probabilmente non contraccambiava l’amore del giovane Rajberti (se afferma che nemmeno «una parola amica da quel labbro adorato non mi suona all’orecchio giammai […]»), sappiamo che si chiama Eloisa – ma potrebbe trattarsi di uno pseudonimo poetico –, studentessa universitaria di Pavia, alla quale sono dedicate entrambe le elegie (Pensieri e La partenza). Se con Eloisa è stata una mera illusione amorosa, la stessa cosa non si può dire per Rosa Prina: nel 1834, infatti, all’età di ventinove anni, Rajberti si unisce con essa in matrimonio, dalla quale ha cinque figli; in seguito alla morte della moglie, passa in seconde nozze con Giuseppina Bolgeri dalla quale ha una sola figlia morta in tenera età.
Accanto ai primi esercizi poetici del periodo universitario, Rajberti ancora giovane scrive nel 1836 un poemetto di più ampio respiro in sestine milanesi, El Cholera e i Medegh de Milan, quando nell’aprile dello stesso anno imperversa nella città meneghina l’epidemia di colera, che causa in pochi mesi la morte di oltre 1.500 persone. Il testo, che ha conosciuto un’ampia diffusione in forma di manoscritto, viene sottoposto ad un ferrato controllo da parte della Imperial Regia Censura di Polizia del Lombardo Veneto a causa degli accenni malevoli nei confronti del Governo, messi in bocca al popolo: «El popol, che l’è popol in eterno, | el comenza a negà, ch’el maa el ghe sia: | disen: L’è on borridon del nost Governo | per srarì on poo i pitoch de Lombardia!». In questo sferzante poemetto Rajberti deride la superstizione del popolo milanese il quale credeva che l’epidemia fosse trasmessa dal governo austriaco («i funesti pregiudizi del popolo contro le Autorità e i medici»), e l’impreparazione delle autorità sanitarie. Chiama in gioco ironicamente Alessandro Manzoni e il Seicento descritto nei Promessi sposi in riferimento alla follia, alla superstizione e ai pregiudizi del popolo nei riguardi delle malattie. Come è stato fatto notare, la straordinarietà di questo testo raibertiano risiede nel fatto che lo stesso autore consiglia di essere tolleranti – come si dimostra lui stesso – nei confronti del popolo ignorante, perché i pregiudizi offuscano le ragioni della medicina, ma tali ragioni non vengono comprese dal popolo. In un secondo momento, l’attacco di Rajberti si sposta contro i semicolti e si muove in due direzioni: da una parte, infierisce contro di essi perché non si discostano totalmente dalla mentalità del popolo, e pertanto non offrono un loro giudizio serio sulla verità delle malattie epidemiche: di conseguenza, non fanno nulla per arginare tali pregiudizi, che si diffondono così nella società, arrecando danni alla dignità dell’uomo e alla professione medica. Dall’altra parte, invece, sostiene che la vanità dei semicolti, sintomo della scarsa cultura e inadatti a prendere una propria posizione, è data dalle meraviglie che hanno letto sugli untori e sulla fede raccontate nei Promessi sposi («avend legiuu el Manzon, | ghe sarà pars de vèss di grand sapient!»).
Se al 1836, come si è visto, si fa risalire il primo esercizio poetico sul colera in dialetto milanese, sempre in quello stesso anno la fama di Rajberti si consolida. Infatti, dopo una prima fase professionale come aiuto chirurgo presso l’Ospedale Maggiore di Milano, all’età di trent’anni Rajberti si presenta al grande pubblico della letteratura con una versione in dialetto milanese dell’Arte poetica di Quinto Orazio Flacco, dedicata a Carlo Porta e pubblicata anonima a spese dell’autore per conto della Tipografia dei Fratelli Sambrunico-Vismara. Come ricorda Giuseppe Rovani «il suo nome […] saltò fuori improvviso dal ballottaggio dell’urna comune, per aver pubblicato un lavoro letterario colle più modeste intenzioni, perché non era che una traduzione nemmeno fatta nella lingua generale della nazione, e che nemmeno portava il nome dell’autore, il quale, ad onta di tante cautele per star celato, si trovò celebre in ventiquattrore»[3]. In effetti, come si legge nel titolo stesso del componimento – «esposta in dialetto milanese» – non ci troviamo di fronte ad una traduzione («nemmeno fatta nella lingua generale della nazione») ma come afferma Enrico Ghidetti a un «travestimento», oppure di una «libera interpretazione in dialetto milanese» come sottolinea a sua volta Giovanni Maffei[6]. Nello scritto si delineano due elementi che caratterizzeranno la scrittura di Rajberti per sempre: il campo e lo stile d’azione. Il campo è quello prettamente dell’attualità cittadina, e con essa le cose presenti nella coscienza comune, con esempi tratti dall’arte moderna e contemporanea che sostituiscono le citazioni classiche di Orazio. Sempre con le parole di Rovani: «Rajberti ebbe il felice pensiero di rinfrescare Orazio, facendolo viaggiare dal classico Tebro al naviglio della Martesana, e di vestirlo opportunatamente in maschera di Meneghino per costringerlo a collaborare pei bisogni d’oggidì». Si prenda a titolo di esempio di quanto è stato appena detto due versi tratti dall’Ars poetica di Orazio sulla tipologia dei personaggi tragici:
Sit Medea ferox invictaque, flebilis Ino
Perfidus Ixion, Io vaga, tristis Orestes.
I cui versi, se vengono confrontati con il travestimento raibertiano diventano una sestina, e la tipologia sono i frequentatori dei teatri milanesi:
L’Otell fogôs, gelôs, vendicativ;
El Jago traditor, invidiôs:
La Stuarda in preson senza motiv,
Pienna de religion e de morôs:
La Norma pronta a sbuseccà i bagaj,
S’el marì el gh’avess faccia de pientaj.
Troviamo Otello, Stuarda e Norma, quindi, nella versione di Rajberti al posto di Medea o del vecchio Achille, dell’antico Orazio. Nel “travestimento”, inoltre, l’autore offre al lettore anche dei raffinati ritratti sul carattere di un poeta o di un personaggio, come per esempio su Giuseppe Parini, il quale viene descritto attraverso le seguenti parole:
La santa stizza dell’abaa Parini |
La se sfogava in vers senza la rimma
con le quali Rajberti descrive tutta l’indole dell’autore del Giorno, assieme alla ragione e all’ispirazione degli scritti dell’autore. Se scorriamo il testo del travestimento, infine, possiamo trovare anche una critica nei confronti di Orazio stesso: la critica riguarda un passo nel quale si parla del teatro greco e della legge arbitraria dei cinque atti, con l’impressione che Orazio le avesse tratte con ammirazione da Aristotele:
E andee minga a cercà el perché percomm; |
Fee cinqu att, e fidevv d’on galantomm.
L’altro elemento che caratterizza la scrittura di Rajberti con il campo di azione è quello dello stile. Lo stile è caratterizzato da una dinamicità, da una mobilitazione e da un’arguzia linguistica e dialettale che si riverserà anche nelle opere in lingua italiana, la quale sarà sempre animata dalla componente dialettale. Per esempio, Rajberti affermerà sul dialetto milanese: «Oh che lingua calzante, ardita, vibrata, briccona! che speditezza di giunture possede ella mai! Che petulanza di atteggiamenti! Che proverbii da sentirsi a frugar nei visceri fino all’umbilico!». Dunque, la scelta di Orazio satiro eletto ad autore di riferimento viene interpretato non come un esplicito omaggio attualizzante di Rajberti alla tradizione classica, ma piuttosto come una strategia per fare una satira sociale sulle orme della tradizione dialettale. Anche Giacomo Leopardi, per esempio, come ricorda Enrico Ghidetti, nel 1811 all’età di tredici anni si era cimentato nel travestimento ed esposizione in ottava rima dell’Ars poetica di Orazio. In quel caso, però, si trattava di un semplice esercizio di virtuosismo tecnico e formale, destinato a rimanere negli scritti giovanili; Rajberti, invece, cerca di andare oltre il semplice esercizio, e tenta di adeguare il testo oraziano con il dialetto alla sensibilità del lettore moderno di cultura mediocre. Carlo Cattaneo, perciò, aveva proposto di utilizzare questo travestimento raibertiano come testo scolastico (il medico-poeta, infatti, lo aveva corredato con il testo a fronte in lingua latina) per avvicinare i giovani al poeta classico, perché «meritava d’essere riconciliato con una generazione che fu innocentemente seccata e umiliata in nome suo». Era dunque riuscito, come ha sottolineato Rovani, ad imporsi nella poesia vernacolare senza scontrarsi in un confronto diretto con Carlo Porta e Tommaso Grossi. L’ammirazione per il poeta classico Orazio, testimoniata anche dalla ripresa dell’Ars poetica in due battute nel Viaggio di un ignorante ossia ricetta per gli ipocondriaci, continua nei tre anni successivi al primo travestimento in dialetto milanese. Rajberti, il quale afferma che prova «piacere di lavorare all’ombra di una grande riputazione» e «dire tutto quello che dice il latino», continua infatti con “l’esposizione” – sempre in dialetto milanese – di altre tre satire, che secondo il medico-poeta rispecchiavano le circostanze e i modi della vita contemporanea: «[…] come i mercanti, che riescono a vendere per roba di Francia quelle manifatture, che non uscirebbero mai dal magazzino se fossero credute lombarde!». Nel 1837, quindi, appare L’avarizia. Satira prima di Quinto Orazio Flacco esposta in dialetto milanese (Sermones I, 1), stampata presso la tipografia dei Fratelli Sambrunico-Vismara, e dedicata a Rinaldo dei conti Giulini; nel 1839, L’arte di ereditare. Satira V del libro II di Quinto Orazio Flacco esposta in dialetto milanese dal medico-poeta (Sermones II, 5), stampata anch’essa dai Fratelli Sambrunico-Vismara, e infine, Amicizia e tolleranza. Satira di Quinto Orazio Flacco esposta in dialetto milanese dal dottore Giovanni Rajberti (Sermones. I, 3) nel 1841, questa volta per la Tipografia di Giuseppe Bernardoni di Giovanni e dedicata all’abate Giuseppe Pozzone. Come è stato fatto notare da Enrico Ghidetti si è passati progressivamente dall’anonimato della prima satira all’utilizzo dello pseudonimo di medico-poeta della seconda, fino a giungere all’impiego del nome proprio nell’ultima esposizione: a testimonianza, quindi, di una fiducia nello stesso autore delle proprie capacità da scrittore. Dei tre travestimenti oraziani successivi all’Ars poetica (l’Avarizia; l’Arte di ereditare; Amicizia e tolleranza) degno di nota è certamente l’Arte di ereditare. La pubblicazione dell’Arte di ereditare, infatti, provoca un appassionato intervento di Carlo Cattaneo, il quale pubblica nel marzo 1839 nel fascicolo III del primo numero della rivista «Il Politecnico», un saggio dal titolo Della satira nel quale affronta il tema dei medici scrittori. Nel saggio, il discorso di Cattaneo si apre sul valore sociale che può assumere la letteratura satirica, considerata come un mezzo utile per un «esame di coscienza dell’intera società»:
La satira è un esame di coscienza dell’intera società; è una riazione del principio del bene contro il principio del male; è talora l’unica repressione che si può contrapporre al vizio vittorioso; è un sale che impedisce la corruzione; la società non può dirsi corrotta appieno, se non quando il vizio può riscuotere in pace i plausi del vulgo, ed ostentar sé medesimo come il maestro del saper vivere.
Dopo l’elogio ai grandi scrittori del secolo – definendo Scott, Byron, Goethe e Manzoni come «dipintori di caratteri, o vogliam dire, scrittori satirici» – e chiarita l’importanza della letteratura a Milano, Cattaneo elogia Rajberti per aver mantenuto in vita l’arte di Carlo Porta: «È dunque parte del nostro orgoglio municipale che la sferza, troppo presto caduta di mano a Porta, non giaccia inerte al suolo; ma si rialzi, si agiti di quando in quando, e ci faccia accorgere di esser vivi ancora. A quella temuta sferza ebbe coraggio di por mano il Medico-Poeta». Cattaneo, dunque, prendendo come punto di riferimento la poesia di Rajberti, muove un’appassionata difesa alla classe dei medici scrittori e al loro diritto di dare forma alla propria vocazione da scrittore, appellandosi alla tradizione («Fra medico e poeta non v’è opposizione: tra noi Girolamo Fracastoro, Francesco Redi, Carlo Botta, e infatti altri, furono medici e scrittori di versi e di prose»). In particolar modo, Cattaneo era spietato nei confronti della «moltitudine», perché non aveva «ancora potuto intendere come quei due vocaboli possano camminare insieme», dovuta ad un provincialismo e da una chiusura culturale della società del tempo. Non c’è resistenza, infatti, tra l’attività di medico e quella di letterato, poiché «La scienza della medicina presuppone eletti studi e mente acuta; il suo esercizio poi richiede una vita così paziente, così rassegnata; così seria; […] che le lettere devono riescire quasi l’unico rifugio e ristoro che il medico […] possa avere alla mano». Cattaneo, perciò, dimostra l’importanza per la classe dei medici scrittori e quindi anche per Rajberti, poiché quest’ultimo «confortandosi nella lettura del suo antico Orazio non si dimenticò della vita contemporanea. […] Ciò che leggeva di Roma, gli compariva nella mente come fosse detto di Milano moderna». Si evince, dunque, che erano due i motivi principali che stavano più a cuore a Cattaneo: da una parte, cercare in tutti i modi di mantenere in vita la tradizione della satira in dialetto milanese; dall’altro lato, invece, spronare questa tipologia di scrittori di comporre opere per il beneficio della società stessa. Quella «moltitudine» contro la quale si rivolge Cattaneo nella sua difesa ai medici scrittori può essere intravista anche nelle parole di Giovanni Rajberti, se teniamo conto di quanto scrive nella Prefazione delle mie opere future. Si appella ad un immaginario «Mecenate» affinché lo salvi «dalla falsa posizione di non essere praticante né abbastanza poeta perché medico»:
O mio Mecenate, ove sei tu? […] Se è vero che due anime predestinate l’una per l’altra provano un vuoto indefinibile finché non si incontrano nel cammino della vita, mostrati una volta, idolo mio. […] Vieni a salvarmi dalla falsa posizione di non essere praticante né abbastanza poeta perché medico, né abbastanza medico perché poeta! Ch’io possa per te non solo disprezzare questi pregiudizi, ma riderne!
Se prendiamo il capitolo I del Viaggio di un ignorante, a distanza di vent’anni dalla Prefazione, Rajberti offre ancora un giudizio sulla triste condizione dei medici-poeti nella società dell’epoca, velata da una leggera ironia e con una chiara allusione a se stesso e alle proprie vicende personali:
Vi dirò cosa sia avvenuto d’un mio povero amico che vent’anni fa per ischerzo osò stampare d’essere medico-poeta. In qualità di medico ebbe così poca fortuna da dover espatriare per un umile impieguccio, che occupa da quindici anni senza aver mai potuto fare un passo innanzi; e in qualità di poeta si tirò sul capo tante inimicizie e tante brighe che i versi gli vennero in odio più dei debiti e dei rimorsi.
Tale cosa sembra una conferma di quanto aveva già preannunziato a sua volta Cattaneo:
Nella nostra società municipale […] l’opinione di bell’ingegno è tuttora quasi sinonimo di testa falsa e di pratica incapacità. È forse un effetto della perseverante astuzia dell’ignorante, che deve ad ogni modo screditare e soppiantare una superiorità che lo minaccia.
L’argomento sui medici scrittori viene ripreso da Carlo Dossi dopo quarant’anni, il quale lo affronta con un altro spirito ma tenendo comunque presente la vicenda di Rajberti. Nelle Note azzurre, infatti, si fa riferimento ad una nota che reca la data del 1882, che doveva servire per la realizzazione – mai avvenuta – di un Libro delle Bizzarrie. Sostiene che questo tema dei «‘medici scrittori’ potrebbe, trattato da persona competente, produrre un bellissimo studio», dichiarando che la «Cagione probabile di ciò – ovvero per l’interessamento al tema – sarebbe che il fondo e il campo sia dei letterati che dei medici è la bugia, la quale non può avere spaccio se non sotto una bella forma»[27]. Questo giudizio assume toni ancor più aspri nella suite Dal calamajo di un mèdico, in cui afferma che la letteratura e la medicina trovano nella menzogna «un punto significatissimo di congiunzione», per il motivo che «mentono entrambe, la prima per far del bene, l’altra per far del bello».
Se allarghiamo l’attenzione al travestimento dell’Arte di ereditare notiamo che Rajberti si presenta nelle vesti di un attore dal nome di «ipotiposi», ruolo che verrà ribadito successivamente anche nell’Arte di convitare spiegata al popolo (1850-1851). Con l’«ipotiposi» è tracciato il raggio sociale dell’autoritrarsi raibertiano: nella prefazione all’Arte di ereditare, infatti, finge di essere incolpato – come la «farfalla» con il «lume» – di cedere al tema che è presentato nel titolo, e arriva a commentare che si tratta della solita disgrazia degli uomini grandi. Non vivere che pel bene dell’umanità, ed averne in compenso la taccia di egoismo, d’avarizia, di ghiottoneria, di tutte le passioni sociali, di che lo scrittore si veste artificiosamente per renderne più viva l’ipotiposi.
L’ipotiposi, dunque, è il personaggio stesso quando si espone e rischia di superare i limiti consentiti, quando può essere confuso dal pubblico con l’autore-attore o per eccesso di verosimiglianza. In verità la tecnica dell’ipotiposi adottata da Rajberti serve per mostrare in realtà un finto autoritratto, senza instaurare delle connessioni con la vera vita dell’autore. La scelta di Orazio satiro, quindi, non deve esser vista soltanto come un omaggio ma soprattutto come geniale strumento per una satira al costume sociale, sotto l’effigia della tradizione dialettale.
L’impiego del dialetto milanese come mezzo linguistico, oltre ai travestimenti oraziani è testimoniato anche in altri componimenti che si collocano tra l’Avarizia e l’Arte di ereditare. Al 1840 risale un poemetto in sestine milanesi dal titolo Le strade ferrate, scritto nell’agosto di quell’anno a Grumello sul lago di Como, presso la villa di Giuditta Pasta, alla quale oltretutto è dedicato il componimento, e salutata come la «più sublime Attrice Drammatica» e come la «più insigne Cantante». Il componimento viene scritto in occasione dell’inaugurazione di un nuovo tratto ferroviario che collegava Milano a Monza, il cui evento viene concepito da Rajberti in un’ottica economica e sociale. Deride infatti la lentezza del nuovo mezzo di trasporto, partecipando di persona al primo viaggio inaugurale tra ritardi e incidenti, in compagnia dell’amico Ambrogio Alberti: con la sua solita ironia, Rajberti insinua che l’insuccesso di questo viaggio (durante il quale, oltretutto, il treno fa anche ritorno alla stazione di partenza), sia dovuta alla sua presenza nel mezzo «perché mi sont on poo grev». Viene offerta, inoltre, al lettore, la descrizione del nuovo mezzo di trasporto tra comicità e fantasia, se paragona, o meglio immagina il treno come un «dianzen d’on Elefanton», ovvero un essere mostruoso (un diavolo), ma che nell’aspetto assomiglia ad un elefante. Sempre sulla scia del dialetto milanese, il medico-poeta compone altre tre raccolte di «versi milanesi»: Il marzo 1848, apparso nel 1848 e stampato presso Giuseppe Bernardoni di Giovanni a Milano; El pover Pill versi milanesi del dottore Giovanni Rajberti, nel 1852, e I fest de Natal versi milanesi del dottore Giovanni Rajberti, nel 1853, anch’essi presso la Tipografia di Giuseppe Bernardoni, accrescendo così il successo municipale di Giovanni Rajberti. Il marzo 1848 viene scritto in occasione delle Cinque giornate di Milano – appunto, nel 1848 – che sanciscono la liberazione della città meneghina dal dominio austriaco. In questi versi milanesi Rajberti non offre una cronaca dettagliata delle cinque giornate (in quel periodo, infatti, era impegnato nel suo servizio come medico presso l’ospedale di Monza), ma si limita a riportare le impressioni del popolo milanese, al quale oltretutto è dedicato il componimento («Miei cari Concittadini! Ora è proprio un orgoglio il poter dirsi Milanese», così a pagina 5 saluta il suo popolo ed esulta con esso per la liberazione dal dominio austriaco). Se prendiamo Il viaggio di un ignorante leggiamo un’allusione alla situazione quarantottesca in Italia: nel capitolo IV, l’autore racconta di avere guarito un suo amico milanese a Parigi con un solo giorno di cura, «perché non avevamo tempo né egli di stare ammalato, né io di tenerlo in letto»[33]; fatta la visita medica e individuata la malattia Rajberti si appresta a prescrivere la ricetta, ma ha dei dubbi: non è sicuro, infatti, in che lingua scriverla (se in latino oppure in francese), e dato che il sistema farmaceutico francese è diverso da quello italiano ha paura di prescrivere una quantità sbagliata del farmaco. Perciò si reca di persona in farmacia a chiedere spiegazioni: domanda al farmacista se ha del tamarindo o della cassia senza però ottenere nulla in cambio, perché a Parigi non si vendono più le medicine nere ma soltanto quelle bianche. Riallacciandosi all’aggettivo nere nelle parole del farmacista, e aprendo gli occhi su una realtà a lui sconosciuta, Rajberti afferma di comprendere che «il bianco è preferibile in tutte le cose al nero», «ma laggiù da noi, in Italia, c’è del nero assai, e tien fermo ancora: e non vuol saperne di escire di moda». Appare interessante anche El pover Pill, il secondo dei tre componimenti della raccolta in «versi milanesi» del dottore Giovanni Rajberti e pubblicato nel 1852. Si tratta di un originale elogio funebre al suo cane, a prova che la «poesia – come dice Rovani – abbia bisogno di ciel sereno ed aria libera, e quando il pensiero è costretto a fare a se stesso un’anticipata censura, non possa dare di sé che una pallida ombra». Il cane, il cui nome Pill è la versione milanese del nome inglese Peel, è menzionato due volte nei primi due capitoli dell’opera Il viaggio di un ignorante. Nel capitolo I fa la sua entrata nella parte finale quando Rajberti si appresta a partire per il viaggio a Parigi e saluta la famiglia e gli amici: «Un addio alla famigliola, al vecchio cane, agli amici tutti». Nel capitolo II, invece, Rajberti racconta che la carrozza sulla quale viaggiava per Bellinzona si ferma davanti ad un caffè alle undici di sera: decide di entrare, ordina un caffè al latte, ma gli servono «una bevanda così indegna, che l’avrebbe rifiutata anche il mio cane».
D’altronde lo stesso Rajberti, come si è visto, si cala nelle vesti dell’ipotiposi quando si
tratta di parlare della propria personalità, come nel travestimento dell’Arte di ereditare: la sua immagine, infatti, viene data in pasto ai lettori quando dichiara per esempio nel capitolo I del Viaggio, che si immagina come «un animale (nel significato scientifico e nobile della parola), un bell’animalone da duecento, da trecento, da quattrocento mila lire di annua rendita: anche del doppio, se permettete». C’era forse da aspettarsi un componimento dedicato al proprio cane se teniamo conto che nel 1845, sempre per la Tipografia Bernardoni di Giovanni, viene stampato Il gatto. Cenni fisiologico-morali, dedicato al Conte Giulio Litta Visconti Arese. In questo caso, però, non si tratta di un elogio funebre al proprio cane come era avvenuto con El pover Pill, ma di un felice elogio alla figura del felino. Con il Gatto, in cui si intravede l’influenza di Giuseppe Parini con il componimento In morte dello Sfregia Barbiere, siamo di fronte ad una novità nella produzione poetica raibertiana, «una seconda maniera – per usare le parole dell’autore – di scrivere», perché abbandona il dialetto milanese per l’impiego dell’italiano. La decisione di abbandonare il dialetto milanese è data principalmente «per le mutate condizioni de’ tempi»: con il travestimento delle satire oraziane, infatti, si era trovato, senza rendersi conto «impigliato in moltissime brighe», perché con il genere della satira Rajberti aveva urtato la sensibilità di molti («Orazio mi avviò sulla facile e sdruccevole via di accennare candidamente a Tizio, Caio, Sempronio»), e per questo «seguirono le antipatie, gli odii, le denigrazioni, lo scredito». A fronte di questo astio da parte di certi denigratori per le proprie scelte, ma dovuta anche per una società basata su una «moralità così desolante e severa», il medico-poeta, dunque, decide di non occuparsi più dei costumi degli uomini, ma passa a trattare quello degli animali, partendo proprio dalla figura del gatto («ho scelto il gatto […] perché è conosciutissimo, comune a tutti i climi, sparso per tutte le case, accessibile alle più umili condizioni […]»). E lo fa raccontando al lettore lo stile di vita di quel felino, ma con una certa malizia tra le righe per alcuni comportamenti dell’uomo, che come ricorda Aldo Palazzeschi, uno dei primi sostenitori dell’opera, che «[…] senza contare che via via inoltrandosi sotto così esperta guida alla conoscenza dell’originale quadrupede, non si sa come mai vi verrà fatto, […] di vedere con la coda dell’occhio ad ogni passo qualche persona di conoscenza e magari di famiglia […]». Non solo Palazzeschi elogiava il Gatto: tra gli estimatori possiamo ricordare anche Giuseppe Giusti, al quale era stata pervenuta la seconda edizione dell’opera nel 1846, ma la lettera di ringraziamento di Giusti per il dono ricevuto da Rajberti viene fatta pervenire a quest’ultimo soltanto nel 1847. Nella lettera si può leggere un appassionato elogio al Gatto di Rajberti, definito come un «gatto vispo, brioso, snello e furbo soprattutto come i gatti veri», ed elogia assieme all’opera anche la figura dello stesso autore, perché «rida e ci faccia ridere»:
Un sorriso aggiunge un filo alla trama della vita, diceva Sterne, da quel parroco di garbo che era; e ora che tutti, o spinte o sponte, si tagliano al serio non è male che vi sia chi mantenga tra noi il seme degli uomini allegri.
Il «triste esiglio» ricordato da Rajberti nel Gatto, o in senso ancora più macabro come «tomba», dopo le «antipatie», gli «odii», le «denigrazioni» e lo «scredito» risale al 1842, quando il medico-poeta viene trasferito all’Ospedale di Monza con l’incarico di primario chirurgo e direttore supplente. Questa ingiusta pena nei suoi confronti muove da alcuni sospetti delle autorità austriache, fin dai tempi dei primi componimenti in dialetto milanese. I sospetti, però, divennero ancora più pesanti da parte delle autorità austriache, perché lessero tra i versi di un sonetto in dialetto milanese, Vers a Rossini, composto nel 1838 in occasione della visita del celebre compositore Gioacchino Rossini a Milano, un’allusione alla situazione storica italiana. I versi incriminati di «quel brindisi delle sette disgrazie», come lo definiva lo stesso Rajberti[50], descrivono nell’ultima strofa l’Italia personificata nell’immagine di «una povera donna strapazzada | serva strasciada che la perd i toch!»[51]. Le autorità austriache, dunque, definiti come «cagnotti», considerano addirittura il medico-poeta un rivoluzionario e traditore del Sovrano, e gli vietano pertanto la pubblicazione dei versi[52]. I versi, però, all’insaputa di Rajberti vengono pubblicati integralmente da Angelo Brofferio nel «Messaggiere Torinese», forse come segno di ammirazione, ma certamente ignaro di quello che sarebbe accaduto. Nonostante il grande sforzo del medico-poeta di far sparire tutte le copie del giornale, una accidentalmente «capitò fra le mani del capo birro Bolza»[53]: ma grazie all’intervento del Consigliere aulico Giovanni Nepomuceno De Reimann, nonché amico e potente protettore di Rajberti[54], quest’ultimo riesce ad evitare ulteriori complicazioni. L’episodio però non ha favorito la carriera medica di Rajberti, il quale è costretto a subire quel «triste esiglio», accentuato anche da sospetti sulla sua professionalità. Nel 1859, comunque, ottiene la nomina di direttore dell’ospedale di Como, ma pochi mesi dopo viene colpito da un ictus cerebrale che lo rende muto e paralizzato: muore a cinquantacinque anni, l’11 dicembre 1861, a Monza. Risale agli ultimi giorni della sua vita un episodio testimoniato da Carlo Giulio Silva (1867-1910), poeta dialettale, e particolarmente affezionato alla figura del suo concittadino:
```
Una sera era stato trasportato in carrozza alla villa del conte 
Alfonso Porro Schiaffinati
 presso Monza, e gli amici, quivi radunati, gli leggevano le notizie del giorno o qualche novità letteraria. Sulla tavola stava spiegata, non so per quale motivo combinatorio, una lettera che Garibaldi aveva mandata al conte dallo scoglio di Quarto, la vigilia del combattimento: e il Rajberti, lasciatovi cader per caso lo sguardo, proruppe in un grido di esclamazione – Garibaldi! – pronunziando il venerato nome così chiaramente che gli amici, per un momento, credettero avesse ricuperato l’uso della lingua. Ma quella fu l’ultima sua parola, poiché fu ripreso dall’afonia, che non si squagliò più fino alla morte.
```

- 1836 L'Arte poetica di Quinto Orazio Flacco esposta in dialetto milanese, Milano, Fratelli Sambrunico-Vismara, ora in Interpretazioni oraziane, a cura e con una prefazione critica di Carlo Giulio Silva, Milano, Tipografia Bernardoni di Cristiano Rebeschini, 1901.
- 1837 L'avarizia. Satira prima di Quinto Orazio Flacco esposta in dialetto milanese, Milano, Fratelli Sambrunico-Vismara, ora in Interpretazioni oraziane, a cura e con una prefazione critica di Carlo Giulio Silva, Milano, Tipografia Bernardoni di Cristiano Rebeschini, 1901.
- L'arte di ereditare. Satira quinta di Quinto Orazio Flacco esposta in dialetto milanese, Milano, Tipografia Fratelli Sambrunico-Vismara, ora in Interpretazioni oraziane, a cura e con una prefazione critica di Carlo Giulio Silva, Milano, Tipografia Bernardoni di Cristiano Rebeschini, 1901.
- Amicizia e tolleranza. Satira di Quinto Orazio Flacco esposta in dialetto milanese, Tipografia Giuseppe Bernardoni di Giovanni, ora in Interpretazioni oraziane, a cura e con una prefazione critica di Carlo Giulio Silva, Milano, Tipografia Bernardoni di Cristiano Rebeschini, 1901.
- 1838 Vers a Rossini, in «Il Messaggiere Torinese», a. VI, n. 47, 7 aprile 1838, pp. 54-56.
- 1838 La prefazione delle mie opere future. Scherzo in prosa del medico poeta, Milano, Fratelli Sambrunico-Vismara, ora in Appendice a Il viaggio di un ignorante ossia ricetta per gli ipocondriaci, a cura di Enrico Ghidetti, Napoli, Guida, 1985.
- 1840 Le strade ferrate. Sestine milanesi del medico-poeta, Milano, Tipografia Guglielmini e Radaelli.
- 1840 Il volgo e la medicina. Discorso popolare del medico-poeta, Milano, Fratelli Sambrunico-Vismara.
- 1841 Appendice all'opuscolo il volgo e la medicina: altro discorso popolare del dottore Giovanni Rajberti, Milano, Tipografia Giuseppe Bernardoni di Giovanni.
- 1843 El colera-morbus. in Desmenteghet minga de mi: strenna meneghina, a cura della Tipografia Giuseppe Chiusi, 2 voll., Milano.
- 1845 Sul gatto. Cenni fisiologico-morali del dottore Giovanni Rajberti, Milano, Tipografia Giuseppe Bernardoni di Giovanni, ora in Giovanni Rajberti. Il gatto, a cura di Aldo Palazzeschi, con una Postfazione di Enrico Ghidetti, Firenze, Le Monnier, 2004.
- 1848 Il marzo 1848. Versi milanesi di Giovanni Rajberti, Milano, Tipografia Giuseppe Bernardoni di Giovanni.
- 1850-1851 L'arte di convitare spiegata al popolo dal dottore Giovanni Rajberti, Milano, Tipografia Giuseppe Bernardoni, 1850-1851, 2 volumi.
- 1853 El pover Pill. Versi milanesi del dottore Giovanni Rajberti, Milano, Tipografia Giuseppe di Bernardoni, ora in Appendice a Interpretazioni oraziane, a cura e con una prefazione di Carlo Giulio Silva, Milano, Tipografia Giuseppe Bernardoni, Milano, 1901.
- 1857 I fest de Natal. Versi milanesi del dottore Giovanni Rajberti, Milano, Tipografia Giuseppe Bernardoni di Giovanni, ora in Appendice a Interpretazioni oraziane, a cura e con una prefazione di Carlo Giulio Silva, Milano, 1901.
- 1857 Il viaggio di un ignorante ossia ricetta per gli ipocondriaci, Milano, Tipografia Giuseppe Bernardoni, 1857, ora in Giovanni Rajberti. Il viaggio di un ignorante ossia ricetta per gli ipocondriaci, a cura di Enrico Ghidetti, Napoli, Guida, 1985.

### L'arte poetica (1836)
In ordine cronologico, l’Arte Poetica fu la prima opera scritta dal Rajberti. Sebbene l’Arte Poetica di Orazio, da cui Rajberti fu profondamente ispirato, si presti poco all’uso del dialetto poiché tratta di questioni lontane dall’interesse popolare, il Medico poeta riuscì a dargli un’altra forma. Non fu facile adattare un testo classico come quello di Orazio alla modernità degli scritti di Rajberti. II riadattamento fu così efficace da permettere anche a coloro che non conoscevano la lingua latina di comprenderne il significato.

### Le Tre Satire (1837-1841)
Gli argomenti delle tre satire oraziane sono: l’avarizia, la caccia all’eredità e <<amicizia e tolleranza>>. Orazio, nelle sue satire, non faceva ragionamenti teorici ma esempi concreti in cui citava personaggi del suo tempo. Rajberti rifiutò tale modello. Il medico poeta volle sviscerare il pensiero di Orazio affinché fosse accessibile a tutti e riprodusse perfettamente la naturalezza e la comicità dell’antico scrittore latino.
Le poesie meneghine originali:
- Le strade ferrate. Sestine Milanesi del Medico-Poeta, Milano, Guglielmini e Redaelli, agosto 1840.
- Il Marzo 1848. Versi Milanesi di Giovanni Rajberti, Milano, Bernardoni, 1848.
- El Pover Pill. Versi del dottor Giovanni Rajberti, Milano, Bernardoni, 1852.
- I Fest de Natal. Versi del dottor Giovanni Rajberti, Milano, Bernardoni, 1853.
- El Colera e i Medegh de Milan (1836) pubblicata nell’Antologia meneghina di Ferdinando Fontana (Bellinzona 1900)
- Il brindisi a Rossini (febbraio 1838). Fu pubblicato la prima volta, senza il permesso dell'autore, nel Messaggiere Torinese (1838); poco dopo nella rivista Il Vaglio; nel 1843, nella strenna Desmenteghet minga de mi; infine dal Rajberti nell’Arte di Convitare, del 1850.
- Altro brindisi El di de S. Carlo a Cerian, anch’esso pubblicato nell’Arte di Convitare e nell’Antologia Meneghina.
- Frammento di un brindisi per Messa Novella, pubblicato anche questo e nell’Arte di Convitare e nell’Antologia Meneghina.
- Gesa noeuva e Fraa noeuv, Luglio 1838, pubblicata nell’Antologia Meneghina.
- La Cà di pagùr, in Antologia Meneghina.

### Il brindisi a Rossini (1838)
Ai primi di febbraio del 1838 il Principe di Porcia diede a Milano un pranzo in onore del compositore Gioacchino Rossini. In questa occasione Rajberti scrisse una lode al maestro che suscitò grande entusiasmo tra i presenti. Il nome e la presenza di Rossini risvegliarono nel medico poeta idee e sentimenti patriottici. Del resto, da molti anni, Rossini era elogiato per la sua grandezza artistica e perché, grazie al suo fervore, riusciva a spingere gli stranieri a riconoscere il primato italiano nell’ambito musicale. L’importanza di quest’opera risiede anche nel fatto che rappresenta un saggio dell’arte poetica meneghina.

### Le strade ferrate(1840)
L’opera fu scritta dal Rajberti in vista dell’inaugurazione di un nuovo tronco ferroviario, ovvero Milano-Monza: un avvenimento che suscitò particolare interesse nel popolo e nei letterati e poeti di quel tempo. Le sestine composte dal poeta parlano della ferrovia da un punto di vista economico e sociale: immancabili sono, tuttavia, i racconti delle peripezie comiche accadutegli a seguito della decisione di partecipare all’inaugurazione. Narrate con il temperamento comico che più si avvicina allo stile del Rajberti. Le sestine furono molto apprezzate sia nell’ambiente milanese che al di fuori. Dei versi del medico poeta ne parlò il Brofferio nel Messaggiere Torinese (12 settembre 1840): "…I primi passi non sono sempre sicuri, e non si attinge la perfezione con un primo esperimento. Quindi i primi viaggi sulla strada da Milano a Monza trovarono incagli, procedettero lentamente…Per colmo di sventura uno dei viaggiatori che fu testimone del maltentato successo dovette essere un poeta (…) Questo poeta voi sapete chi è. È colui che ha fulminato l’avarizia in versi e l’omeopatia in prosa: è il Medico-poeta". In un altro articolo del 5 dicembre 1840 il Brofferio descrive un viaggio fatto in compagnia di Rajberti finalmente riconciliato con le strade ferrate.

### L'Arte di Convitare (1850-1851)
Questa fu una delle opere più ampie del Rajberti. Il popolo a cui il poeta si rivolge non è di certo il ceto basso, che a stento riesce a trovare alimenti sufficienti per sopravvivere, tuttavia, non è neppure il ceto alto, che non ha bisogno del suo libro (come scrive lo stesso Rajberti). È il ceto medio, ovvero una borghesia colta, aperta e disponibile; il ceto al quale lo stesso scrittore appartiene. Ma qui Rajberti è anche portatore di un risentimento personale, un’elaborazione del suo snobismo di fondo non completamente risolto. Rajberti sceglierà infine l'emigrazione da Milano verso Monza (dove nasce L'arte di convitare), dalla "culla" alla "tomba", come lui stesso scrisse a pagina 151 de "Il Viaggio d' un ignorante" del 1857. L’argomento di cui egli tratta si può evincere dal titolo e ben si presta a un libro umoristico. L’autore lo definisce un frammento di Galateo, affermando: "è, all’ingrosso l’arte di stare col prossimo il meno male per sé e per gli altri, ossia l’arte di vivere in società". In quei tempi di Galatei ce n’erano già; il Rajberti ricorda i due più famosi, ovvero quello del Monsignor della Casa e quello di Melchiorre Gioia. Del primo egli dice: " (…) è scritto in una lingua e in uno stile che, quantunque facciano sdilinquire di tenerezza gli intelligenti, … a dirla tra noi ignoranti contengono il segreto per di addormentare alla prima pagina, meglio del più destro magnetizzatore". Più a lungo egli s’intrattiene sul libro di Gioia. Quest’ultimo nutriva un profondo interesse per la statistica e questo risvegliò l’umorismo del Rajberti che definisce il suo stile "così fiacco, stracco e bislacco". Per quanto riguarda l’Arte di Convitare egli comincia dai vari modi di invitare a pranzo. Tratta in seguito dell’ora di pranzo, della scelta e del numero dei commensali, della necessità di evitare incontri tra persone che non possono apprezzare la reciproca compagnia, della questione se i bambini debbano o meno stare a tavola, delle chiacchiere prima dell’ora in cui ci si può sedere a tavola. Il libro, per quanto ben si presti all’umorismo, ha come scopo proprio quello di insegnare le buone maniere. Egli arriva a fare persino della morale e ciò lo si può notare nella seconda parte dell’opera in cui vengono affrontate le tematiche più o meno sconvenienti che possono essere discusse a tavola. In generale l’accoglienza dell’opera fu positiva sebbene molto critici dell’epoca sostennero che il Rajberti avesse perso lo spirito mordace che aveva distinto le sue opere precedenti. Favorevole fu l'opinione di Innocenzo Ratti, dottore milanese e uomo di cultura, per cui il libro era "una meravigliosa costruzione logica, estetica e morale" e "tutta una pagina di geniale umorismo, uno scintillamento di spirito, un sommesso scoppiettare di riso".

### El Pover Pill (1852)
L’elogio poetico di un animale non era un tema nuovo all’epoca del Rajberti, egli indugiò molto prima di scrivere El Pover Pill. Il motivo di tale indecisione fu spiegato dal medico poeta: "il gatto è un egoista, il cane ha un cuore, dunque uno bisogna lodarlo da burla e l’altro davvero", da ciò si deduce che la preoccupazione principale risiedesse nel fatto che un elogio ironico poteva venire incontro ai gusti del lettore ma una lode sincera sarebbe risultata subito stucchevole. Nonostante ciò Rajberti ebbe comunque l’abilità di esaltare la figura di un cane tramite osservazioni acute e mai banali. La peculiarità di tale opera rispetto al ‘Gatto’ risiede nel fatto che l’elogio di quest’ultimo è scritto in prosa, quello del cane in poesia e in dialetto milanese. Le strofe sono in versi settenari ed endecasillabi. L’opera narra principalmente dei momenti passati con l’amato animale, sempre presente nei momenti di studio, lavoro ma anche di festa. Ad una più attenta analisi El Pover Pill è sempre rappresentato più come un’anima affettuosa che come un essere dotato di intelligenza

### Il Viaggio di un ignorante ossia ricetta per gli ipocondriaci(1857)
In seguito alla pubblicazione di un articolo, dal titolo Processo contro il medico-poeta Giovanni Rajberti: autore di un libro intitolato il Viaggio di un ignorante ossia ricetta per gli ipcondriaci, crebbe l’interesse nel leggere un libro così particolare che comincia con una bugia. Quest’opera è la più ampia e l’ultima pubblicata dal poeta. Il Viaggio d’un Ignorante narra di un viaggio realmente avvenuto, quello del Rajberti a Parigi. Il libro si apre con un elogio all’ignoranza in cui emerge l’opinione del medico poeta su alcune scienze da lui reputate superflue, come la statistica. Quest’ultima egli la descrive come "l’assurdo matrimonio del capriccio con l’aritmetica dove nasce la prole dei più mostruosi errori". Nella sua opera egli accenna alla Francia con un tono apparentemente scherzoso. Egli lo utilizza, infatti, per sbeffeggiare gli scrittori francesi che non sanno apprezzare altro che la loro patria. Molte osservazioni, invece, hanno un fondo di serietà e dimostrano la conoscenza e l’interesse del Rajberti per la cultura francese. I costumi e le opere francesi suscitarono un maggiore entusiasmo nel medico più di quanto fecero i monumenti. Nonostante ciò, egli tratta della descrizione di questi, come la cattedrale di Notre Dame, in maniera peculiare. Il Rajberti infatti aveva molto buon gusto nel giudicare le belle arti. Il poeta non tralascia argomenti più leggeri come le belle donne e infatti esordisce con questa frase: "Fra le tante belle cose viste a Parigi volete sapere qual era la più bella? Era la signora tal dei tali, Milanese!" Ciò dà anche occasione per ricordare le sue allusioni patriottiche.

## L’Umorismo
Si potrebbe affermare che Rajberti sia stato un umorista, così come si potrebbe anche dire il contrario. Analizzando le sue opere e la sua personalità si evince che si possono trovare buone motivazioni a sostegno di entrambe le descrizioni del poeta. Si possono distinguere gli umoristi in tre gruppi.
Vi sono umoristi ai quali ogni spettacolo ispira solo satire acerbe, altri umoristi invece guardano la realtà notandone le sue contraddizioni. Infine l’ultimo gruppo di umoristi si distingue per avere molto buon senso e carattere sereno; questi desiderano solo far ridere senza risultare aspri nelle loro considerazioni e, inoltre, sono consapevoli di differenziarsi dagli scrittori puramente giocosi e burleschi. Il Rajberti apparteneva all’ultima categoria. Rajberti si distinse anche per il suo astio nei confronti della filosofia. Tale disposizione d’animo lo portava spesso a creare motivi burleschi apprezzabili, ma allo stesso tempo poteva rappresentare un limite nella misura in cui per ‘filosofia’ si intende il non voler vedere solo la superficie dei fatti ma la loro vera essenza. Spesso in Rajberti si nota una disposizione allo scherzo, alla satira, ma nonostante ciò non ride e non si burla delle disgrazie umane; nel suo riso vi è una vena di umorismo, un sentimento nobile.
 Due aspetti peculiari della scrittura del Rajberti consistono nell’essere talvolta prolisso, senza che ce ne sia ragione. Spesso, infatti, il medico poeta affronta argomenti scherzosi, accostandovi riflessioni più serie che, talvolta, creano confusione nel lettore.
Rajberti fa parte della schiera di scrittori che sanno sia scrivere un articolo giocoso e burlesco, sia serio e riflessivi a seconda che convenga l’uno o l’altro. Fu inoltre un amante di Orazio, un eccellente poeta meneghino e aggiunse qualità inedite alla letteratura di quel tempo.
Risulta utile per comprendere appieno la personalità e le abilità del medico poeta riprendere la descrizione che lo scrittore Paolo Mantegazza ne fece: "Col suo riso rumoroso e galantuomo ci fece ridere senza amarezza sulle umane miserie e sulle mille e una forma delle umane goffaggini, non lasciando mai rancori anche in quelli che egli percuoteva. Fino osservatore vedeva uomini e cose dal lato umoristico, ma non si fermava mai alla sola vernice e approfondiva il taglio nella ferita, senza far guaire la vittima: scrittore facile, abbondante, forse troppo abbondante, detestava i pedanti, ma conosceva le più riposte bellezze della nostra lingua".

## Critiche
Giovanni Rajberti fu milanese in tutti i sensi della parola, cioè un ambrosiano di vecchio stampo. Fu molto stimato dagli scrittori più in voga del momento, tra cui Alessandro Manzoni, Mauro Macchi, Carlo Cattaneo, Aleardo Aleardi, Angelo Bofferio e Massimo D’Azeglio, uomini che ebbero opinioni opposte e appartennero a diversi partiti. Grave fu però il giudizio del Cantù. Questi disse di lui tali parole: "Camminò sulle orme del Porta un Rajberti che si qualificava medico poeta e ricevé gli applausi del vulgo patrizio, la cui noia esilarava con poesie milanesi e con prose facili, scorrevoli, lette avidamente perché contro a usanze e persone troppo alte perché non fossero raggiunte dà’ costui sputi."